# Rwanda aux Jeux olympiques d'été de 2008
Le Rwanda participe aux Jeux olympiques d'été de 2008 à Pékin. Ce pays n'a remporté aucune médaille.

## Athlètes engagés

### Athlétisme

#### Hommes
| Epreuve       | Athlète        | Séries   | Séries | Quarts de finale | Quarts de finale | Demi-finales | Demi-finales | Finale       | Finale |
| Epreuve       | Athlète        | Résultat | Rang   | Résultat         | Rang             | Résultat     | Rang         | Résultat     | Rang   |
| ------------- | -------------- | -------- | ------ | ---------------- | ---------------- | ------------ | ------------ | ------------ | ------ |
| 10 000 mètres | Dieudonné Disi | NC       | NC     | NC               | NC               | NC           | NC           | 27 min 56.74 | 19e    |

#### Femmes
| Épreuve  | Athlète               | Séries   | Séries | Quarts de finale | Quarts de finale | Demi-finales | Demi-finales | Finale       | Finale |
| Épreuve  | Athlète               | Résultat | Rang   | Résultat         | Rang             | Résultat     | Rang         | Résultat     | Rang   |
| -------- | --------------------- | -------- | ------ | ---------------- | ---------------- | ------------ | ------------ | ------------ | ------ |
| Marathon | Epiphanie Nyirabarame | NC       | NC     | NC               | NC               | NC           | NC           | 2h 49 min 32 | 66e    |